# Jižní Korea na Zimních olympijských hrách 2010
Jižní Koreu na Zimních olympijských hrách v roce 2010 reprezentovala výprava 45 sportovců (27 mužů a 18 žen) ve 12 sportech.

## Medailisté
| Medaile | Jméno                                                       | Sport          | Soutěž               |
| ------- | ----------------------------------------------------------- | -------------- | -------------------- |
| Zlato   | I Čung-so                                                   | Short track    | Muži 1 500 m         |
| Zlato   | I Čung-so                                                   | Short track    | Muži 1 000 m         |
| Zlato   | Mo Tche-pom                                                 | Rychlobruslení | Muži 500 m           |
| Zlato   | I Sang-hwa                                                  | Rychlobruslení | Ženy 500 m           |
| Zlato   | I Sung-hun                                                  | Rychlobruslení | Muži 10 000 m        |
| Zlato   | Kim Ju-na                                                   | Krasobruslení  | Ženy jednotlivci     |
| Stříbro | Lee Eun-Byul                                                | Short track    | Ženy 1 500 m         |
| Stříbro | Lee Ho-Suk                                                  | Short track    | Muži 1 000 m         |
| Stříbro | I Sung-hun                                                  | Rychlobruslení | Muži 5 000 m         |
| Stříbro | Mo Tche-pom                                                 | Rychlobruslení | Muži 1 000 m         |
| Stříbro | Sung Si-Bak                                                 | Short track    | Muži 500 m           |
| Stříbro | Kwak Yoon-Gy Lee Ho-Suk I Čung-so Sung Si-Bak Kim Seoung-Il | Short track    | Muži štafeta 5 000 m |
| Bronz   | Pak Sung-hui                                                | Short track    | Ženy 1 500 m         |
| Bronz   | Pak Sung-hui                                                | Short track    | Ženy 1 000 m         |